# Van Wielik

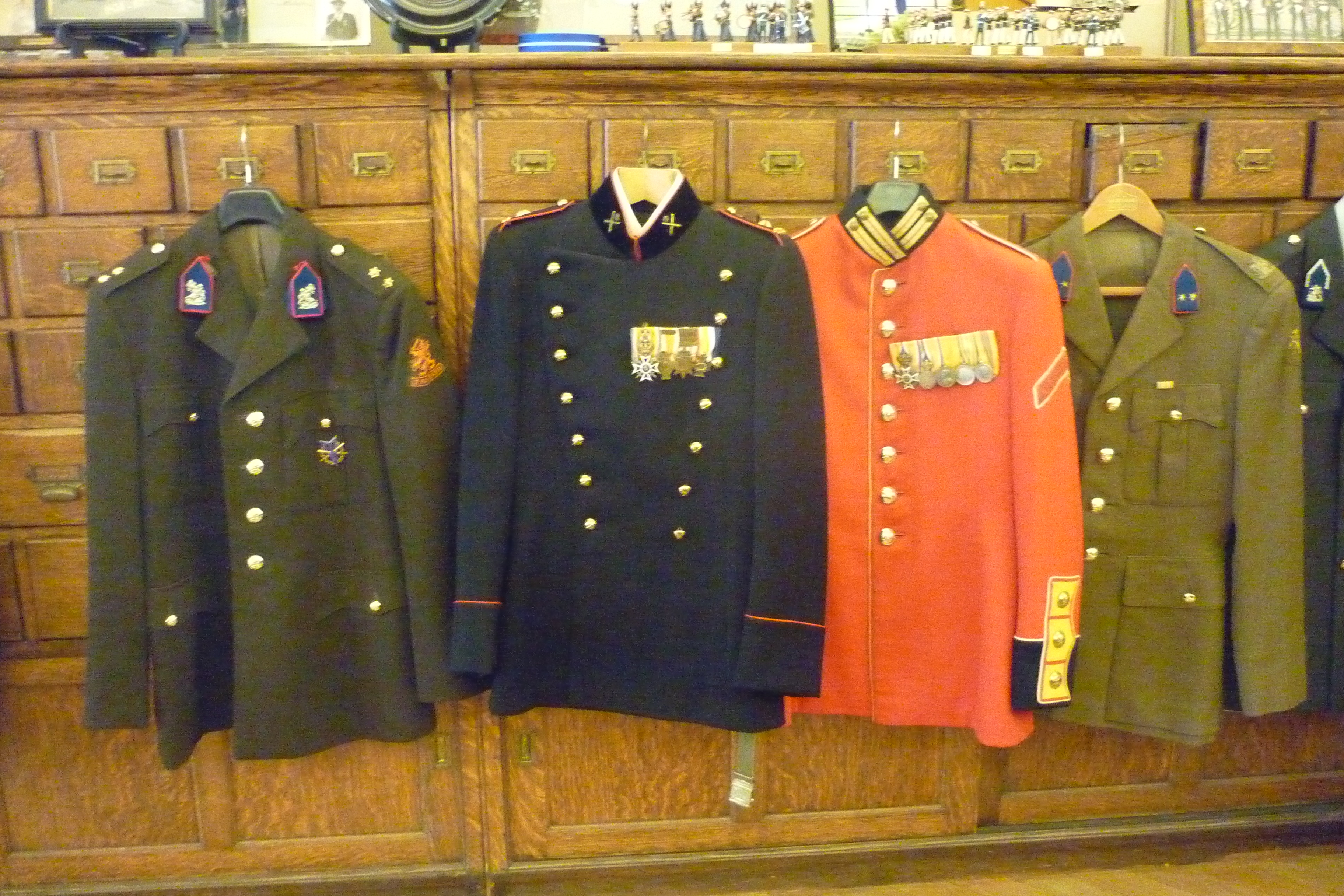
Uniformen bij de firma Van Wielik

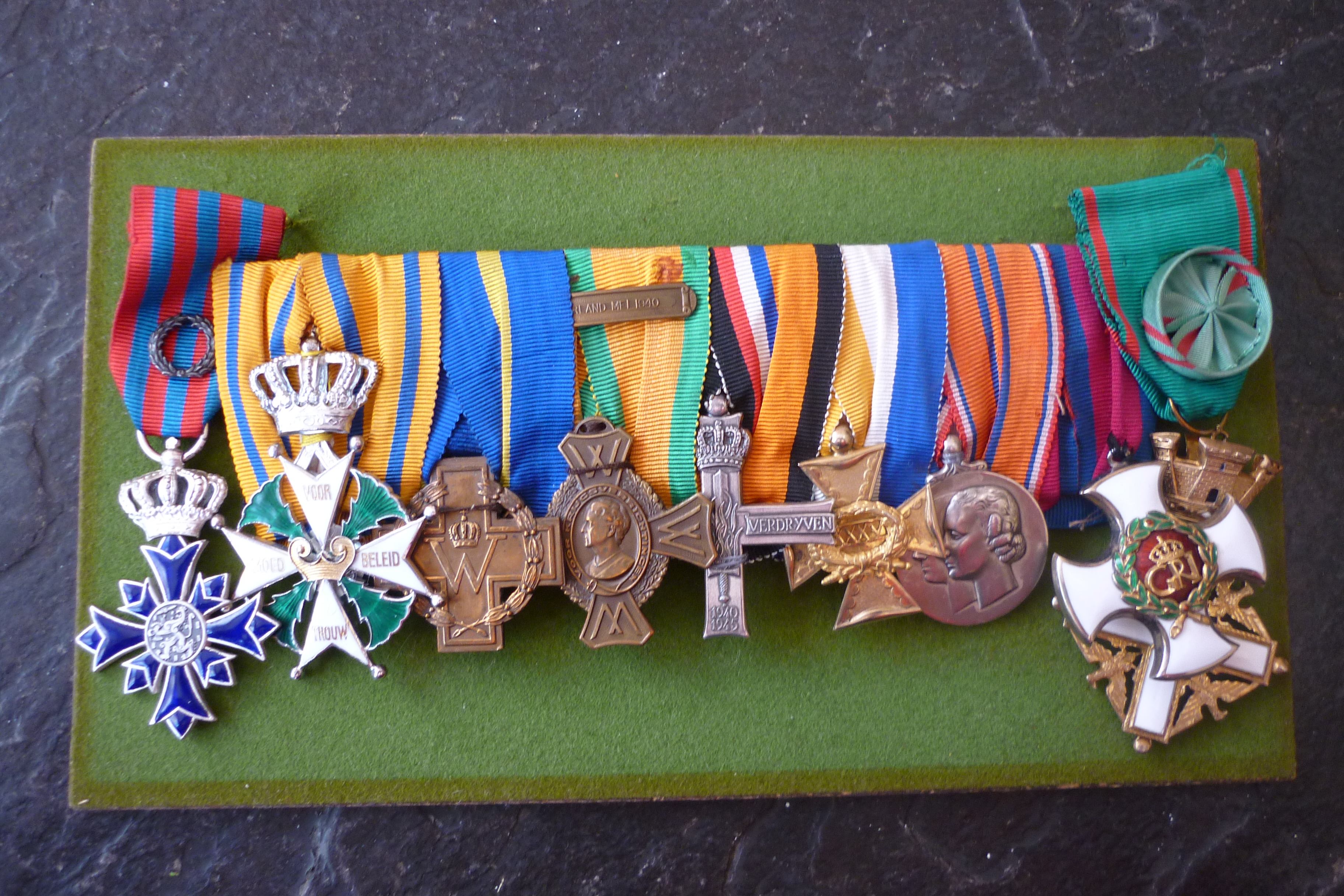
O.a. Militaire Willems-Orde, Kruis van Verdienste, Oorlogsherinneringskruis, Verzetsherdenkingskruis, Officierskruis, Inhuldigingsmedaille 1948, DSO, Ordine del Merito della Repubblica Italiana.

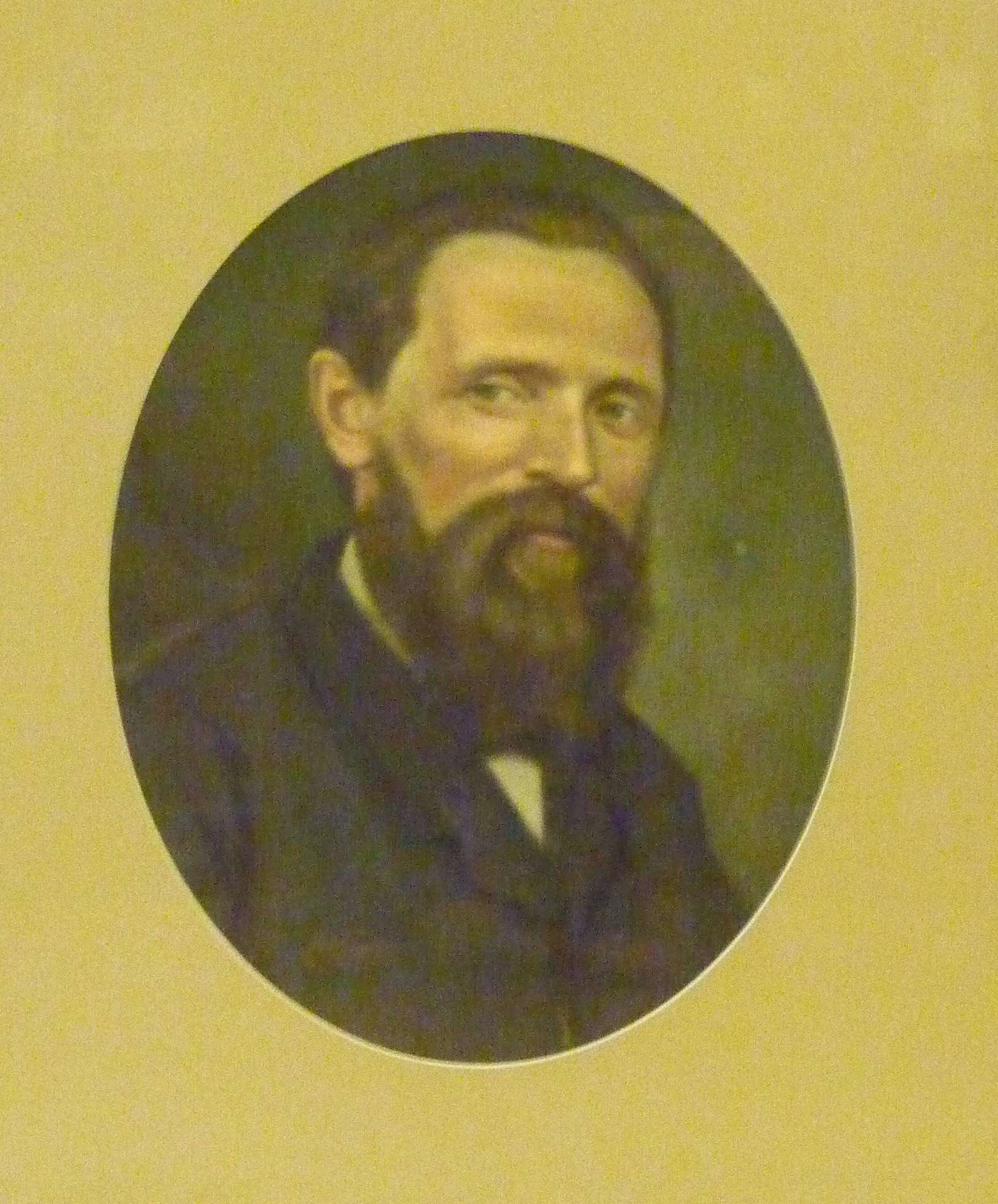
Oprichter J M J van Wielik

Van Wielik was de Nederlandse hof- en rijksleverancier van medailles, onderscheidingen en de daarbij behorende versierselen. Het bedrijf werd op 14 november 1841 door Johannes Martinus Josephus van Wielik opgericht;

## Geschiedenis
Het bedrijf werd opgericht door Johannes van Wielik (Den Haag, 26 december 1818 - 27 mei 1881). De vader van Johannes van Wielik was kleermaker Gerardus Martinus van Wielik (1772-1820), die in 1813 nog uniformen voor de eregarde van Napoleon heeft gemaakt. In 1830 werd de eerste officiële Nederlandse volkstelling gehouden. Johannes woonde toen met zijn moeder, broers en zusters in wijk 34, thans Korte Houtstraat 6. Bij de volkstelling van 1840 woonde hij er nog steeds, en was inmiddels horlogemaker. Zijn zuster Martina Marie trouwde in 1839 met Andreas Schelfhout, die op het huwelijk van Johannes en Louisa Schreuder in 1842 getuige was. Johannes en Louisa krijgen geen kinderen.
In 1841 vestigde hij zich op het Noordeinde in Den Haag, wijk F nummer 107 (nu Noordeinde 9) waar hij de horlogerie overnam van de overleden Henri Louis Jeannet.
Op 22 januari 1866 kocht Johannes van Wielik het pand op de hoek van het Noordeinde en de Hartogstraat van Wilhelmina Anthonia en Anthonia Francisca Boon. Het nieuwe pand had ruimte voor een winkel, een atelier en een opslagruimte. Naast horloges handelde hij ook in weelde- en kunstartikelen. De zaken gingen goed en in 1871 kwam horlogemaker Hendrikus Beusekamp uit Zutphen bij hem inwonen. Vijf jaar later trouwde Beusekamp met Louisa Margaretha Schreuder, een aangetrouwde nicht van Johannes, die daar ook inwoonde.
Johannes van Wielik overleed op 27 mei 1881. Het bedrijf werd voortgezet door zijn weduwe Louisa Schreuder en Hendrikus Beusekamp. Zij gaven het de naam Firma J M J van Wielik. Rond die periode begonnen ze onderscheidingen te maken.
Op 9 februari 1915 overleed Hendrikus Beusekamp. Zijn tweede vrouw Johanna Clasina Beusekamp zette het bedrijf voort. Later werd de zoon van Hendrikus, Johannes Lodewijk Marinus Beusekamp, de baas. Hij werd opgevolgd door Henri Adolph Beusekamp, de zoon van Johanna Clasina.
Tot 29 juni 1938 woonden de firmanten boven de zaak aan het Noordeinde. Toen verhuisde Henri Adolph Beusekamp naar de Laan van Nieuw Oosteinde 192 in Voorburg. Na zijn overlijden in 1967 zijn de directeuren G.J. Holtrust, zijn zoon E.H N. Holtrust en H. Böschen. De horlogerie werd in 1986 opgeheven, sindsdien worden alleen nog onderscheidingen gemaakt en verkocht.
In 1988 werd het pand aan het Noordeinde hoek Hartogstraat verkocht. Tijdelijk trok de firma in bij de firma Focke & Meltzer. In oktober 1996 verhuisde Van Wielik naar een eigen pand aan de Kneuterdijk nummer 2b, tussen de Plaats en de Hartogstraat.

### Hofleverancier
- In 1857 kreeg hij het recht zich Horlogemaker van Hare Majesteit de Koningin der Nederlanden te noemen. Ook mocht hij het Koninklijk Wapen van Koningin Sophie voeren.
- Op 24 november 1877 kreeg hij het recht zich Horlogemaker van Zijne Koninklijke Hoogheid Prins Alexander der Nederlanden te noemen en zijn wapen te voeren.
- Op 3 augustus 1891 kreeg de firma het recht zich Hofleverancier van HM Koningin-Regentes Emma te noemen.
- Op 19 april 1928 kreeg de firma het recht zich Hoflevancier van Zijne Koninklijke Hoogheid Prins Hendrik te noemen.
- Op 28 december 1953 kreeg de firma het recht zich Hoflevancier van Koningin Juliana te noemen.

### Gesloten
Het bedrijf Van Wielik sloot in juni 2018 definitief zijn deuren.